# Yatina
Yatina ist eine Streusiedlung im Departamento Chuquisaca im südamerikanischen Anden-Staat Bolivien.

## Lage im Nahraum
Yatina ist größter Ort des Kanton Pucará de Yatina im Municipio Incahuasi in der Provinz Nor Cinti und liegt auf einer Höhe von 2886 m in unmittelbarer Nähe des Beckens von Culpina, einem abflusslosen Becken mit dem Salzsees Salar de Culpina im südwestlichen Teil. Yatina liegt auf einem Höhenrücken oberhalb des Río Chicha Pampa, der flussabwärts in den Río Santa Elena mündet.

## Geographie
Yatina liegt in der Bergregion der Cordillera de Tajsara o Tarachaca im semi-ariden Übergangsgebiet zwischen den semi-humiden Bergwäldern der östlichen Gebirgsketten Boliviens und dem ariden Altiplano.
Die jährlichen Niederschläge schwanken zwischen 350 und 550 mm und treten vor allem in den Monaten von November bis März auf; die Wintermonate Mai bis August sind weitgehend niederschlagsfrei (siehe Klimadiagramm Culpina). Die Monatsdurchschnittstemperaturen liegen in dem Becken zwischen knapp 20 °C im Dezember und 5 bis 8 °C im Juni/Juli.

## Verkehrsnetz
Yatina liegt in einer Entfernung von 466 Straßenkilometern südlich von Sucre, der Hauptstadt des Departamentos.
Von Sucre aus führt die asphaltierte Nationalstraße Ruta 5 in südwestlicher Richtung nach Potosí, der Hauptstadt des im Westen angrenzenden Departamentos. Von hier aus führt nach Süden die Ruta 1, die auf den ersten 37 Kilometer bis Cuchu Ingenio noch asphaltiert ist. Nach weiteren 146 Kilometern erreicht die Ruta 1 die Stadt Camargo. Noch einmal 19 Kilometer südlich von Camargo zweigt eine unbefestigte Landstraße in östlicher Richtung ab, überquert den Río Camblaya und überwindet auf den folgenden 47 Kilometern bis Culpina einen Höhenunterschied von 600 m. Östlich von Culpina zweigt dann eine Straße nach Nordosten ab und erreicht nach weiteren 21 Kilometern über Incahuasi die Ortschaft Miraflores. Die Straße führt an Miraflores vorbei über Santa Rosa nach Chillajara, von dort zweigt in nördlicher Richtung eine Nebenstraße in das sieben Kilometer entfernte Pucará de Yatina ab. Einen Kilometer später zweigt eine weitere Nebenstraße nach rechts in südöstlicher Richtung ab, die nach vier Kilometern das Zentrum von Yatina erreicht.

## Bevölkerung
Die Einwohnerzahl der Ortschaft ist allein im vergangenen Jahrzehnt auf mehr als das Fünffache angestiegen:
| Jahr | Einwohner         | Quelle       |
| ---- | ----------------- | ------------ |
| 1992 | keine Detaildaten | Volkszählung |
| 2001 | 118               | Volkszählung |
| 2012 | 626               | Volkszählung |
| 2024 |                   | Volkszählung |